# Karl Wilhelm Friedrich Kohlrausch
Pour les articles homonymes, voir Kohlrausch.
Karl Wilhelm Friedrich ("Fritz") Kohlrausch (né en 1884 à Gstettenhof, près de  Türnitz en Basse Autriche, mort en 1953 à Graz, Autriche) est un physicien autrichien.

## Biographie
Il descend d'une famille de lettrés et de savants allemands. Son grand-père Rudolf Kohlrausch est un physicien célèbre. Son oncle, Friedrich Kohlrausch est l'un des physiciens allemands les plus renommés de son époque.
Il entreprend ses études de physique en 1903 à l'Université de Vienne. En 1907 il obtient une maîtrise avec une thèse sur le caractère statistique de la décroissance radioactive. De 1908 à 1920, il est assistant à l'Institut physique de Franz-Serafin Exner où il obtient son doctorat d'État en 1911. Simultanément, de 1912 à 1920, il est maître de conférence à l'Académie de Musique de Vienne et, de 1917 à 1920, professeur en théorie des couleurs à l'École des arts appliqués de Vienne. Il obtient en 1919 le titre de professeur extraordinaire, et est nommé en 1920 à la chaire de physique à l'Université technique de Graz. Il est recteur de l'Université technique de Graz pour l'année scolaire 1923/24.

## Travaux
En collaboration avec Egon Schweidler, il parvient à compter individuellement les particules alpha à l'aide d'un électromètre de haute sensibilité. En même temps, il étudie avec Erwin Schrödinger le rayonnement secondaire issu des émissions gamma. En 1928, l'Académie des sciences lui accorde le prix Haitinger pour ses études du rayonnement radioactif. Il est également honoré en 1922 du prix autrichien Lieben-Preis pour ses mesures spectrométriques et ses études concernant l'optique physiologique.
Ses travaux majeurs concernent l'effet Raman. Dans certaines conditions expérimentales, la lumière diffusée par un corps présente des variations de couleur par rapport à la lumière incidente qui sont caractéristiques de ce corps. L'effet Raman permet donc de caractériser des molécules qui ne pourraient l'être par d'autres moyens. Les travaux de Karl Wilhelm Friedrich Kohlrausch sur l'effet Raman ont fait date et ont permis les développements ultérieurs fondés sur cet effet.
Il publie également plusieurs ouvrages d'enseignement et de vulgarisation.

## Œuvres
- Probleme der gamma-Strahlen (Le problème des rayons gamma). Vieweg, Braunschweig 1927 (Sammlung Vieweg; Bd. 87-88)
- Radioaktivität (La radioactivité). Akademische VG, Leipzig 1923 (Handbuch der Experimentalphysik; Bd. 15)
- Ramanspektren (Le spectre de Raman). Heyden Books, London 1972,  (ISBN 0-85501-071-1) (Repr. d. Ausg. Leipzig 1943)
- Der Smekal-Raman-Effekt (L'effet Smekal-Raman). Springer, Berlin 1931 ff

1. 1931, (Struktur der Materie; Bd. 12)
2. 1938, (Struktur der Materie; Bd. 19)